# Solo hay una vida
«Solo hay una vida» es una canción interpretada por la cantante chilena Denise Rosenthal, se estrenó como el sexto sencillo de su disco Todas seremos reinas el 28 de mayo de 2020 por Universal Music Chile.

## Antecedentes y lanzamiento
A fines de mayo de 2020, luego de publicar el sencillo «Amor de madre», Denise continuó con su serie de estrenos durante el período de la cuarentena que formarían una trilogía de sencillos, en la cual la segunda parte sería «Solo hay una vida», a la semana siguiente la finalizó con la pista «No olvidar». Las tres canciones que formarán parte de su tercer álbum de estudio en solitario, reflejan la idea de compartir su propio proceso personal, en la cual cada tema abarcarían una historia, partiendo por la conexión con la madre, pasando por una versión de uno más oscura y seguida con lo que aborda esta pista, un estado de positivismo.

## Composición
El tema compuesto por Denise aborda el amor propio. Con una duración de 43 segundos, la pista sería la canción de apertura o un interludio de su próximo álbum de estudio. Sobre la pista Denise comentó: «Es una expresión artística que hace tiempo tenía ganas de hacer... Será uno de los interludios que va a traer el álbum, la exploración de un proceso personal».

## Vídeo musical
El vídeo musical se estrenó el 28 de mayo de 2020, y muestra en la toma solo el rostro de la cantante en primer plano, inicialmente se le ve llena de maquillaje, pero a medida que avanza el vídeo en el mismo enfoque, Denise comienza a quitarse el maquillaje durante los 49 segundos que dura el clip, hasta quedar finalmente con la cara "limpia" o "al natural".